# 卡瓦柳-迪雷
卡瓦柳-迪雷是葡萄牙波尔图区的一个堂区。总面积7.35平方公里，总人口198人，人口密度26.9人/平方公里。